# Кабинет Силини
Кабинет министров Эвики Силини (латыш. Siliņas ministru kabinets) — 42-й и текущий кабинет министров Латвии под руководством премьер-министра Эвики Силини («Новое единство»), утверждённый Сеймом Латвии 15 сентября 2023 года. Сменил второй кабинет под руководством премьер-министра Кришьяниса Кариньша («Новое единство»), сформированный по результатам парламентских выборов 2022 года. В коалицию вошли «Новое единство», «Союз зелёных и крестьян» и «Прогрессивные». Левоцентристская партия «Прогрессивные» впервые вошла в правительство.

## Распределение портфелей
|  | «Новое единство»          | 8 |
|  | «Союз зелёных и крестьян» | 4 |
|  | «Прогрессивные»           | 3 |

## Состав правительства
Состав правительства:
| Пост                                                     | Изображение | Имя                     | Период полномочий                    | Партия                    |
| -------------------------------------------------------- | ----------- | ----------------------- | ------------------------------------ | ------------------------- |
| Премьер-министр                                          |             | Эвика Силиня            | с 15 сентября 2023                   | «Новое единство»          |
| Министр обороны                                          |             | Андрис Спрудс           | с 15 сентября 2023                   | «Прогрессивные»           |
| Министр иностранных дел                                  |             | Кришьянис Кариньш       | 15 сентября 2023 — 10 апреля 2024    | «Новое единство»          |
| Министр иностранных дел                                  |             | Байба Браже             | с 19 апреля 2024                     | «Новое единство»          |
| Министр экономики                                        |             | Виктор Валайнис         | с 15 сентября 2023                   | «Союз зелёных и крестьян» |
| Министр финансов                                         |             | Арвил Ашераденс         | с 15 сентября 2023                   | «Новое единство»          |
| Министр внутренних дел                                   |             | Рихард Козловскис       | с 15 сентября 2023                   | «Новое единство»          |
| Министр образования и науки                              |             | Анда Чакша              | 15 сентября 2023 — 26 февраля 2025   | «Новое единство»          |
| Министр образования и науки                              |             | Арвил Ашераденс (и. о.) | с 26 февраля 2025                    | «Новое единство»          |
| Министр климата и энергетики                             |             | Каспар Мелнис           | с 15 сентября 2023                   | «Союз зелёных и крестьян» |
| Министр культуры                                         |             | Агнесе Логина           | 15 сентября 2023 — 17 июня 2024      | «Прогрессивные»           |
| Министр культуры                                         |             | Агнесе Лаце             | с 20 июня 2024                       | «Прогрессивные»           |
| Министр благосостояния                                   |             | Улдис Аугулис           | 15 сентября 2023 — 26 февраля 2025   | «Союз зелёных и крестьян» |
| Министр благосостояния                                   |             | Виктор Валайнис (и. о.) | с 26 февраля 2025                    | «Союз зелёных и крестьян» |
| Министр сообщения                                        |             | Каспар Бришкенс         | с 15 сентября 2023 — 26 февраля 2025 | «Прогрессивные»           |
| Министр сообщения                                        |             | Агнесе Лаце (и. о.)     | с 26 февраля 2025                    | «Прогрессивные»           |
| Министр юстиции                                          |             | Инесе Либиня-Эгнере     | с 15 сентября 2023                   | «Новое единство»          |
| Министр здравоохранения                                  |             | Хосам Абу Мери          | с 15 сентября 2023                   | «Новое единство»          |
| Министр охраны окружающей среды и регионального развития |             | Инга Берзиня            | с 15 сентября 2023                   | «Новое единство»          |
| Министр земледелия                                       |             | Арманд Краузе           | с 15 сентября 2023                   | «Союз зелёных и крестьян» |